# 11765 Alfredfowler
11765 Alfredfowler è un asteroide della fascia principale. Scoperto nel 1960, presenta un'orbita caratterizzata da un semiasse maggiore pari a 2,3319074 UA e da un'eccentricità di 0,1091510, inclinata di 3,27352° rispetto all'eclittica.
L'asteroide è dedicato all'astrofisico britannico Alfred Fowler.